# بوم حقيقي
البوم الحقيقي أو البومية (الاسم العلمي: Strigidae) فصيلة تتبع رتبة البوميات، ورتبة البوميات تضم فصيلتين فقط هما: فصيلة البوم الحقيقي هذه، وفصيلة بوم الحظائر. وتضم هذه الفصيلة الكبيرة أكثر من 189 نوعا من البوميات في 25 جنسا مختلفا، وللبوم الحقيقي توزيع عالمي وهو ينتشر في قارات العالم كلها باستثناء القارة القطبية الجنوبية.

## التشريح

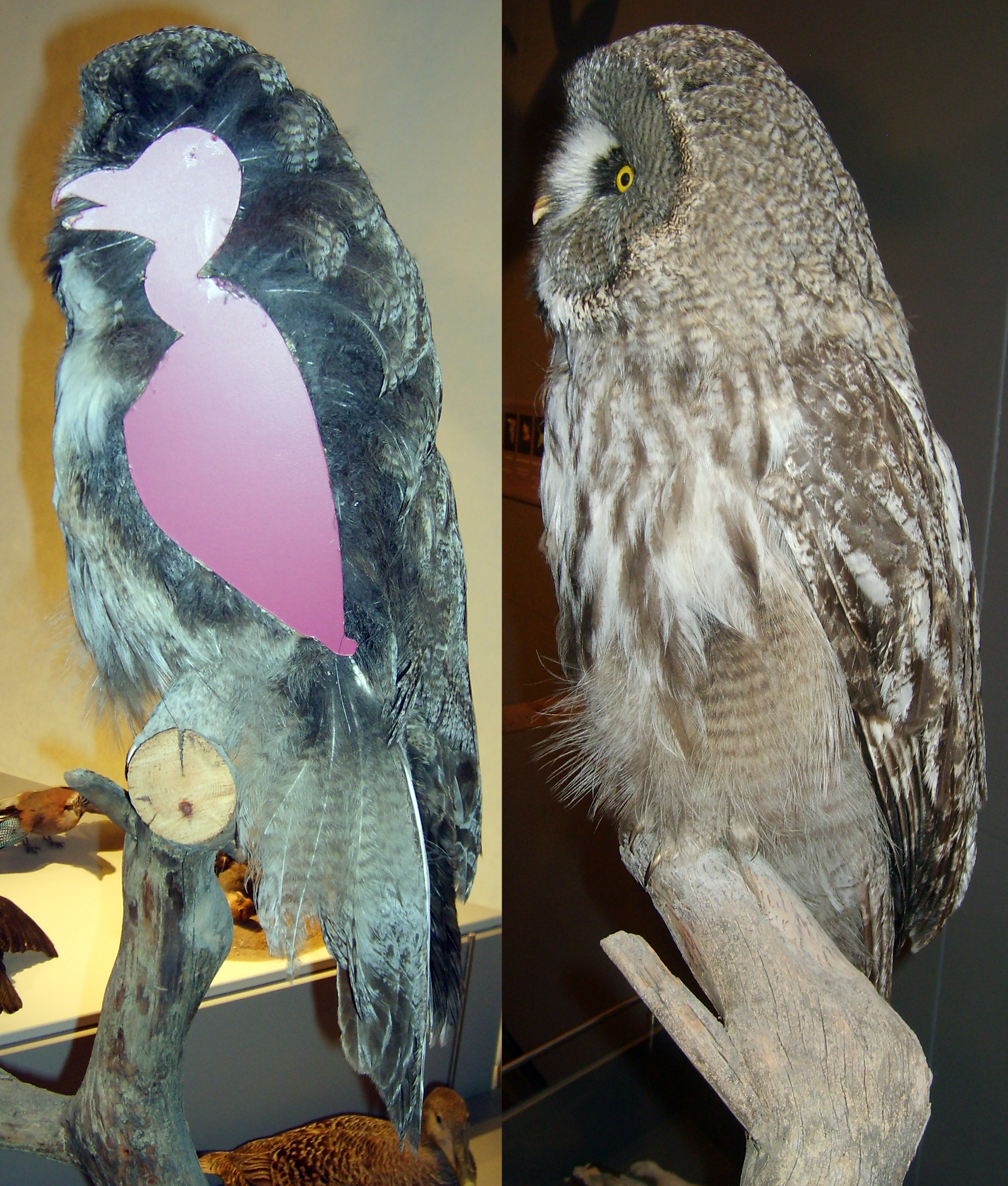
مقطع عرضي لأحد أنواع البوميات الحقيقية

تتفاوت البوميات من حيث الحجم، فمنها ما هو صغير جداً مثل البومة الجنية (الاسم العلمي: Micrathene whitneyi) التي يكون حجمها أصغر بمئات المرات من حجم البوميات الكبيرة جداً، مثل البومة العقابية الأوراسية (الاسم العلمي: Bubo bubo).
للبوميات بشكل عام تركيب جسمي متشابه، فهي تملك رؤوساً كبيرة، وأذيالاً قصيرة، وريشاً خفياً، وأقراصاً دائرية حول عينيها. ومعظم أنواع هذه الفصيلة تسكن الأشجار، وتصطاد فرائسها وهي تطير. وللبوميات الحقيقية أجنحة ضخمة وعريضة ومدورة الشكل وطويلة، وتُظهر هذه الطيور ما يعرف بمثنوية الشكل الجنسية، إذ تكون الإناث أكبر حجما من الذكور، وهي تشبه في هذه الصفة كثيرا من الطيور الجارحة الأخرى.

## السلوك
البوميات الحقيقية من الحيوانات الليلية التي تنشط ليلاً، وهي تمضي معظم النهار جاثمة في مكانها. تميل البوميات الحقيقية إلى التخفي، وتتجنب أن يراها أحد، ولكن عندما يقترب إنسان منها فإنها لا تسرع في الطيران، بل تتمهل قليلاً حتى يقترب منها كثيراً، فإذا اقترب منها كثيراً فإنها تطير هرباً منه.

## التصنيف
هناك مِئتا نوعٍ من البوم تقريبًا تُصنَّف تحت فَصيلة البوم الحقيقي؛ منها:-
- جنس Megascops، وتسمى البوميات الصيَّاحة، يضم 20 نوعًا تقريبًا.
- جنس Otus، يضُمُّ 45 نوعًا تقريبًا.
- جنس بوهة، وتُسمَّى البوميات القرناء والبوميات العقابية، يضم 25 نوعًا تقريبًا؛ منها: بوم الثلج والبومة القرناء الكبيرة.
- جنس Strix، يضم 15 نوعًا تقريبًا؛ منها: البومة السمراء والبومة الرمادية.
- جنس Glaucidium، يضم 30-35 نوعًا.
- جنس Ninox، يضم 20 نوعًا؛ منها: البُومَة الضَّاحِكَة.

## المرجع
- بوم حقيقي